# Hyboella taiwanensis
Hyboella taiwanensis är en insektsart som beskrevs av Liang 2000. Hyboella taiwanensis ingår i släktet Hyboella och familjen torngräshoppor. Inga underarter finns listade i Catalogue of Life.